# BNP Paribas Open 2010
Die BNP Paribas Open 2010 waren ein Tennisturnier der WTA Tour 2010 für Damen und ein Tennisturnier der ATP World Tour 2010 für Herren in Indian Wells, welche zeitgleich vom 8. bis 21. März 2010 stattfanden.
Titelverteidiger im Einzel war Rafael Nadal bei den Herren sowie Wera Swonarjowa bei den Damen. Im Herrendoppel war die Paarung Mardy Fish und Andy Roddick, im Damendoppel die Paarung Wera Swonarjowa und Wiktoryja Asaranka Titelverteidiger.

## Herrenturnier
→ Hauptartikel: BNP Paribas Open 2010/Herren
→ Qualifikation: BNP Paribas Open 2010/Herren/Qualifikation

## Damenturnier
→ Hauptartikel: BNP Paribas Open 2010/Damen
→ Qualifikation: BNP Paribas Open 2010/Damen/Qualifikation